# アオイシロ
『アオイシロ』はサクセスより発売されたアドベンチャーゲーム。および、これを原作とした漫画作品。
レイティングはCERO15。2008年5月15日にPlayStation 2版が、2008年11月21日にWindows版が、2009年5月28日にリバーシブルジャケットPlayStation 2版廉価版が発売。2010年7月9日にWindows版のダウンロード販売が開始。
2023年5月25日にはNintendo Switchで『アオイシロHD REMASTER』が発売された。
企画当初はPlayStation 3版で開発する事も検討されていた。

## 概要
本作は青城女学院の剣道部に所属する部長・小山内梢子（おさない しょうこ）の視点でシナリオが展開され、2004年発売の『アカイイト』と同じ世界観を舞台とした姉妹作である。アカイイトのゲームシステムや操作方法などはほぼ継承されているが、血液ゲージシステムだけは廃止されている。エンディングは56種類あり、主に梢子が死亡するバッドエンド、梢子は生き残るが幸せな結末とは言えないノーマルエンド、梢子が各ヒロインと幸せな結末を迎えるハッピーエンドに分類される。

### アカイイトからの追加要素
本作では前作のアカイイトには無い様々なシステム面での追加要素があり、アカイイトと比べると遊びやすさが向上しているのが特徴である。主な追加要素は以下の通り。
ジャンプ
その時点からの1番近い未読文章、もしくは選択肢がある所まで物語を一瞬で進めるスキップ機能。この機能を使っても飛ばした分のバックログは、既に読んだ物とみなされてきちんと記録されている。
クイックセーブ、クイックロード
一時的にシステムメモリにデータを記録する機能。PS2版ではクイックセーブはスタートボタン、クイックロードはセレクトボタンで、Windows版ではマウスやキーボードの操作で行う。
最大8個まで記録を残す事が出来る。それ以上記録すると古い物から上書きされ、クイックロードすると最後に記録したデータを読み込む。また通常のロード画面で「Q」を選択すると、クイックセーブしたデータを任意で呼び出すことが可能。
PS2版ではあくまでもシステムメモリへの保存なので、電源を切るとデータが消えてしまうのだが、Windows版ではクイックセーブのデータもハードディスクに保存出来るように設定出来るようになった。
ボタン設定変更
本作ではPS2版では□ボタン、Windows版では全てのボタンに任意の機能を自由に持たせる事が可能になり、これによりアカイイトと違い、いちいちオプション画面を呼ばなくても各機能を即座に使う事が出来るようになった。
ネタバレ機能
バッド、ノーマル、ハッピー問わず、エンディングを1つ見る度に1つずつ追加される機能で、最大7つ用意されている。この機能を使う事で全てのCGをオープンにする、文章を全て既読にする、分岐図を封印も含めて全て解除するなどといった行為が可能となり、どうしてもシナリオを進める事が出来ない人への救済措置となっている。
ただし最初に解除される「分岐図ガイド機能」以外は、一度設定してからセーブすると元に戻せなくなってしまうので注意すること。
玉手箱関連
本作ではCGだけではなく、サウンドや背景画もアルバムモードで自由に鑑賞することが可能になった。ただし鑑賞出来るのはゲーム中に一度でも視聴したことがある物だけに限られる。

### Windows版、PS2廉価版の変更点、追加要素
Windows版では、PS2版からさらに下記のような変更点や追加要素が含まれている。また2009年に発売されたPS2廉価版SuperLite2000 アオイシロはWindows版をベースにして逆移植されておりPS2廉価版にも下記要素の追加や修正がおこなわれた。 (ハードディスク等周辺機器を使用する要素は未収録。湯気等の表現は未修正。)
- ハードディスクへのインストール方式へと変更。
- クイックセーブのデータをハードディスクに保存可能に。
- 新規CGが追加され、また全てのCGが高解像化。
- 一部エンディングの加筆。
- 画面の解像度を低解像、中解像、高解像の中から選択可能に。
- PS2版では諸事情により製作者の意図通りに表現出来なかった部分が、製作者の意図通りの表現へと修正。
- マウスやキーボードでの操作に対応。
- PS2版で発覚した一部イベントシーンの矛盾点、問題点、バグを修正。
- 「鬼切りの鬼」のプレイ画面に壁紙を追加。
- ある条件を満たすと「外伝」「創作モード」を鑑賞、使用可能に。

### ミニゲーム「鬼切りの鬼」
本作ではPS2版、Windows版共に、ある条件を満たすと玉手箱に「ミニゲーム」の項目が追加され、選択すると「鬼切りの鬼」という横スクロールアクションゲームを遊ぶ事が出来る。前作『アカイイト』のエンディングの一つで主人公の「羽藤桂」が鬼の力を得て鬼と戦う「鬼切りの鬼」を意識していると思われ、プレイヤーは羽藤桂となって、ステージ上に現れる様々な敵を撃破していく。ステージは全部で3面だが、ある条件を満たすと3面ボス撃破後に隠しボスが登場し、隠しボスを倒したかどうかでエンディングが若干変化する。
主な攻撃手段は刀による斬撃だが、他に特殊攻撃として完全無敵の突進技の「鬼切り」、敵の移動速度が通常の半分になる「覚醒」を使用可能。鬼切りは精神力ゲージを4分の1消費し、覚醒は発動中に精神力ゲージが急激に減っていく。精神力ゲージは敵を倒すと出現する蝶を手に入れると回復可能。
なお、ある方法でアカイイトのヒロインの1人である「千羽烏月」を操作する「烏月モード」を遊ぶ事が出来る。烏月モードでは敵の攻撃がノーマルモードよりも激しくなり、また覚醒が使用出来ないので難易度がノーマルモードよりも高くなっている。烏月モードはノーマルモードと同じく全3面だが隠しボスは出現しない。またエンディングもノーマルモードとは異なっている。
このミニゲームはゲーム中に「緊急回避」に設定したボタンを押すことでも遊べるが、その場合は1面までしか遊べず、また烏月モードもプレイできない。なお、玉手箱の項目の中にはこのミニゲームを遊ばないと解除出来ない物もある。

### 限定版と通常版の差異
PS2版の限定版にはソフト本体の他にドラマCD「青い城の円舞曲（ワルツ）」、全144Pの特典ブックレットが同梱され、パッケージのイラストも限定版と通常版で異なる。特典ブックレットにはコミック百合姫で連載されていた漫画の第1話と、オリジナルの漫画2点、設定資料集、開発者インタビュー、アカイイトとアオイシロ関連の商品一覧が掲載されている。
Windows版では、パッケージ自体に限定版は付属しない。ただし一部店舗での初回予約特典として、システムボイス、壁紙、アイコンとドラマCDが収録されたCD-ROM「青い城の凱旋門」が付属した。

### 各店舗ごとの予約特典の差異
PS2版では限定版、通常版共に予約特典が用意されていたが、予約店舗ごとに特典の内容が異なっている。詳細は以下の通り。
- サクセス通販：ドラマCD「青い城の縁結び」、Hal描き下ろしドラマCD収納ケース「特典ドラマCDコレクション」（PS2版発売時の限定版同梱特典1枚と予約特典2枚の全3枚を収納できる専用ケース）
- Amazon.co.jp：ドラマCD「青い城の縁結び」
- ソフマップ：描き下ろしテレホンカード、ミニクッション
- メッセサンオー：描き下ろしテレホンカード、ハブミラー
- アニメイト：描き下ろしテレホンカード
- いまじん・マジカル：描き下ろし図書カード
- マグアニ：オリジナルテレホンカード
- ゲーマーズ：オリジナルテレホンカード
- メディアランド：オリジナルテレホンカード
- WonderGOO：描き下ろしタペストリー
- ソフトハウスアルゴ：オリジナルテレホンカード

Windows版でもサクセス通販、ソフマップ、メッセサンオー、メディオ!、ゲーマーズ、なごみ通販の6店舗において、予約特典でテレホンカードが付属した。
PS2版、Windows版共に、テレホンカードの絵柄は店舗ごとに異なる。またPS2版では全店舗共通の予約特典としてドラマCD「青い城と硝子の靴」も用意されている。

## ストーリー
青城女学院の剣道部の部長を務める少女・小山内梢子は、剣道部の合宿のために遥か南の地である卯奈咲（うなさか）は咲森寺（しょうしんじ）へとやって来た。その日の夜、梢子がマネージャーの相沢保美と共に浜辺を歩いていた所、1人の少女が浜辺に倒れているのを目撃する。梢子に助けられた少女はナミと名付けられ、以後彼女は梢子と保美に懐くようになる。その時を境に梢子の運命の歯車は大きく回り出す事になる……。

## 登場人物
小山内 梢子（おさない しょうこ）
声：日髙のり子
本作の主人公。青城女学院2年生。剣道部の部長で、女子剣道において全国クラスの腕前を持つ実力者である。中学時代の全国大会での活躍が認められて、当時の部長だった明日菜にスカウトされて青城女学院に入学した。人望もあり、部員から「オサ」「オサ先輩」と呼ばれて慕われている。なお、「オサ」という呼び方は明日菜が勝手に付けた物である。特技は目覚まし時計を使わずに決められた時刻に起きる事。
物語が始まる少し前まではただの平部員だったのだが、部長を務めていた明日菜が家庭の事情から突然剣道部を引退する事になり、明日菜に半ば強引に指名されて突然部長を継ぐことになった。真面目で律儀な性格で部長としての強い責任感を持っているが、少々無愛想なのが玉に瑕。祖父である仁之介仕込みの将棋が得意な反面、ババ抜きのようなくじ運が絡むゲームは苦手。仁之介が言うには、「お前は幼い頃に一生分の運を全部使い切っちまった」らしい。
作中では明らかにされていないが、実は父親が若杉の家系の血筋であり、前作のアカイイトに登場する若杉葛は彼女の従妹である。
合宿先の咲森寺に咲く無数の椿の花を見た彼女は、その光景に何故か懐かしさを感じる。
相沢 保美（あいざわ やすみ）
声：山口立花子
剣道部のマネージャーとして働く1年生。幼い頃に姉を病気で亡くしており、父親は離婚、母親は交通事故で死亡、さらに親戚もいないので天涯孤独で身寄りは1人もいない。名字の「相沢」は母親の性である。
住んでいた家の大家からの勧めもあり、事故を起こした相手からの多額の慰謝料と保険金を使って、寮のある青城女学院に入学した。だが彼女は事故のショックからなのか、青城女学院に入学する以前の記憶が曖昧になっている。百子とは同じ寮に住むルームメイトで、百子から「ざわっち」と呼ばれている。
病弱な体であり、体力が人一倍少ない為に運動は苦手なのだが、芯の強い心を持っている。趣味は読書と料理。彼女の料理の腕は相当な物で、それに加えて土日は寮の調理師が休みなので、百子によると「土日はいつも寮の先輩たちがざわっちの奪い合いをしている」らしい。
梢子に対して恋愛感情のような想いを抱いており、剣道部に入部したのも貧血で倒れた自分を助けてくれた梢子に憧れ、少しでも長く梢子の側にいたいと思ったからであるが、その強い想い故に嫉妬深くもあり、梢子に必要以上に仲良くする者を物凄い形相で睨んでしまうことも。剣道部に入部してからは常に梢子の側にいて懐いており、他の部員と違って梢子のことを「オサ先輩」ではなく「梢子先輩」と呼んでいる。ナミとは双子の姉妹だが奈美が病気で死んだのとそれによって両親が離婚した原因となっている。本編の開始自前に母親が交通事故で亡くなり、大家が彼女の後見人となっている。父親は根方宗次その人である。
当初は選手として剣道部に入部したのだが、素振りの最中に意識を失って倒れてしまい、体力的に限界を感じてしまったのでマネージャーに転身したという経歴を持っている。この件はゲーム本編では描写されておらず、コミック百合姫掲載の漫画で明らかになっている。
喜屋武 汀（きやん みぎわ）
声：藤村歩
梢子たちより前に咲森寺に訪れていた同年代の少女。運動神経抜群で、飄々とした感じの美人。漢字マニア。武芸に心得があるため、梢子の事をライバル視しており、度々梢子にちょっかいを出してくる。
その正体は鬼切部守天党（おにきりべすてんとう）に属する鬼切りで、梢子たちには咲森寺に来た目的は湯治の為だと語っているものの、実際は守天党から《剣》と呼ばれる呪物を奪ったカヤを追って卯奈咲の地にやってきた。前作のアカイイトに登場した千羽烏月と違って『鬼切り役』では無いものの、棍を得物とする武の腕前は剣道において全国レベルの実力を持つ梢子さえも軽くあしらう程である。
カヤ
声：清水香里
見た目二十代前半から中頃の女性。黒色の服装で、剣を入れるための鞄を持っている。汀やコハクから『剣鬼』と呼ばれており、日本刀を武器としたその戦闘能力はその名に相応しいほど凄まじい。
彼女の容姿･剣筋は8年前に亡くなったはずの、梢子が姉のように慕っていた鳴海夏夜本人である。
ナミ
声：佐藤利奈
合宿所付近の浜辺に打ち上げられていたのを梢子と保美に発見された10 - 12歳の少女で、波打つような白い長髪が特徴的である。何故か喋る事が出来ず、梢子たちによって、仮の名前としてナミと名付けられた。保美とは何らかの因縁があるようなのだが、梢子は彼女に何故か懐かしさを感じる。正体は病気でなくなった保美の双子の姉である。
コハク
声：瑞沢渓
常咲きの椿の木の前で梢子と出会う謎の少女。見た目に反してかなりの長き時を生きているらしく、自らを「剣の護り手」と称している。狩衣姿の男装で、常に左目を閉じているが、失明しているわけでは無いらしい。彼女を一目見た梢子は「椿の精」と形容している。時代掛った物々しい喋り方や立ち振る舞いから男性に間違われがちだが、れっきとした女性である。吠丸という銘の刀を武器に使う。実は源義経の妹である。
秋田 百子（あきた ももこ）
声：大久保藍子
青城女学院一年生で、剣道部員。剣道は全くの素人なのだが抜群の運動神経の持ち主であり、部員から「将来のエース候補」と呼ばれる程の高い素質を持っている。入学当初は軽音楽部に入部する予定だったが、青城女学院には軽音楽部が無かった為、相沢保美と共に剣道部へ入部。寮生で保美とはルームメイトであり、保美のことを「ざわっち」と呼ぶ。おとなしい保美とは正反対で、常に元気一杯でテンションが高い。好きな食べ物は肉。料理は全く出来ないらしく、合宿で保美の調理を手伝う事になった際に、保美に「いらないかも」とまで言われてしまう程である。
葵 花子（あおい はなこ）
声：鈴木麗子
青城女学院剣道部顧問の新米教師。担当科目が古典で、昔話にも詳しい。実は剣道は素人である。お酒好き。自分の名前に劣等感を抱いている。
桜井 綾代（さくらい あやしろ）
声：吉成由貴
青城女学院2年生。剣道部副部長で、部のお姫様的存在。練習ではかなりの実力を発揮するものの、保美以上に大人しい性格のためか、実際の試合においてはいまいち結果が出せていない。他の部員と違って梢子のことを「オサ」ではなく「梢子さん」と呼んでいる。両親が過保護で、彼女は寮生活を望んでいたのだが両親がそれを許さず、今回の合宿も彼女が参加するのを最後まで反対していたらしい。
コミック百合姫掲載の漫画において、新入部員の勧誘の際に行った演舞で、梢子の対戦相手を務めている。
Windows版の一部店舗の予約特典であるドラマCD「青い城の凱旋門」では、主役の1人となっている。
鈴木 佑快（すずき ゆうかい）
声：秋元羊介
咲森寺の住職。若い時分には剣術で鳴らしていたらしく、声も体も大きく、酒食に関して生臭。副職として和裁士の仕事をしている。花子の父親である角兵衛とは昔からの剣友であり、その伝手で咲森寺が今回の合宿場所となった。
オニワカ
声：五十嵐哲之
コハクが従えている式神で、巨大な体躯を持つ鬼の姿をしている。コハクの得物である吠丸を依代にして宿っている。
小山内 仁之介（おさない じんのすけ）
声：狂介
梢子の祖父で、職業は整体師。無愛想な性格をしており、孫である梢子に対してもぶっきらぼうに接しているが、その態度とは裏腹に梢子の事を大切に思っている。
小山内 秋芳（おさない しゅうほう）
梢子の祖母。仁之介とは正反対で気配りの効く心優しい女性だったのだが、物語が始まる前に亡くなっている。旅好きだったらしく、生前は梢子を連れて各所に旅行に出掛けていた。梢子と夏夜には、自分の事を「秋子さん」と呼ばせていた。
小山内 貴義（おさない たかよし）
梢子の父で、婿養子。本作では名前のみの登場。作中では明らかになっていないが、実は前作のアカイイトに登場した若杉家の出身である。骨肉の競争に嫌気が差し、一族から出奔して小山内家に婿入りした。
小山内 礼子（おさない れいこ）
梢子の母。出版関係の会社に勤務しており、重要な役職に就いている。仕事の虫であり、一人娘である梢子の事をほとんどほったらかし状態になっている。本作では名前のみの登場。
葵角 兵衛（あおい かくべえ）
花子の父親。相当な剣道の達人であり、有名な警察官学校の教官を務めている。佑快とは何度も剣道の試合をした事がある旧友である。
鳴海 夏夜（なるみ かや）
声：清水香里
かつて剣道界最強の女剣士と賞賛された女性で、梢子の従叔母（いとこおば）にあたる。職業は警察官で、梢子から「夏姉さん」「なっちゃん」と呼ばれて慕われていた。「特錬の飛車」の異名を持ち、雑誌の記事にもなるなど、剣道界だけに限らず全国的に相当な有名人だったようである。だが8年前に根方クロウ流に興味を持ち、梢子と共に根方宗次に会いに行った際に行方不明となり、国から死亡認定を受けた。梢子はこの前後の記憶が曖昧なままになっている。
梢子同様に真面目一辺倒な性格で融通が利かないらしく、梢子によると「剣道は達人だが、それ以外の事に関しては不器用」とのことで、過去に梢子の髪をボディーソープで洗ってしまったこともあるらしい。
根方 宗次（ねかた むねつぐ）
声：佐藤晴男
卯良島で代々クロウサマを祀っている一族である根方家の当代当主。根方クロウ流という剣術の達人で、その腕前は牛の首を日本刀の一太刀にて切り落とすほど。葵角兵衛や佑快といった世間で達人と呼ばれるほどの者でも歯が立たないなど、常識と一線を画した超人的な強さを誇る。8年前にとある事件が起こり、それ以来妻と娘の1人とは離縁して暮らしている。
根方 維巳（ねかた つなみ）
声：佐藤利奈
保美の双子の姉で、8年前に病死している。彼女の死がきっかけとなって保美の両親は離婚した。
馬瓏琉（ばろうりゅう）
声：園部好德
白髪の男性で、左目に眼帯をしている。龍戟（りゅうげき）という銘の矛を武器に使う。コハクとは何らかの因縁があるようなのだが…。
キャラクターのモデルとなったのは、ケルト神話に登場する海神バロール。
安姫様（ヤスヒメサマ）
声：佐藤利奈
過去に人魚（ざん）の肉を食べて、不老不死となったとされている少女。
不思議な力を持っており、過去に疫病に苦しむ村人を治療したり、また海で暴れていた禍獣「摩多牟」を封印するなど多くの人々を救ってきた。見た目は15歳前後の少女だったのだが、当時の実年齢は80歳を超えていたとされている。
キャラクターのモデルとなったのは、過去に実在した歴史上の人物の安徳天皇。
本庄 明日菜（ほんじょう あすな）
声：長谷川知子（ドラマCDのみ）
青城女学院3年生で、梢子の先代の剣道部部長。本作では名前だけ登場。真面目一辺倒の梢子とは対称的で大らかな性格をしており、かなりのやりたい放題のイタズラ好きだったらしい。
部長を務めていただけあり剣道の腕前は相当の物だったようで、ある有名大学から剣道の特待生の誘いがあったのだが、試合前に百子と共にデザートを暴飲暴食した事で腹痛を起こして試合を不戦敗となり、特待生の話を破談にされてしまった。
実家が相当な金持ちで、召使いが何人もいる。後に家庭の事情により、半ば押し付けるような形で梢子に部長の座を譲って剣道部を引退した。
コミック百合姫Vol.12に掲載されている漫画の外伝では主役の1人となっている。
山本 知子（やまもと ともこ）
声：稲田佳乃香（ドラマCDのみ）
青城女学院3年生で、綾代の先代の剣道部副部長。明日菜の従者を務める。ドラマCDとコミック百合姫Vol.12掲載の外伝にのみ登場し、外伝では主役の1人。明日菜に対して特別な想いを抱いている。
守天 正武（すてん まさたけ）
声：大橋隆昌（ドラマCDのみ）
鬼切り部守天党の党首で、汀の上司にあたる人物。汀からは「若」と呼ばれている。本編では名前のみの登場。
浅間 サクヤ（あさま サクヤ）
声：真田アサミ
花子の友人で、前作のアカイイトにも登場。PS2版では声のみの出演となっており、本編のある場面とシステムボイスで彼女の声を聞く事が出来る。ちなみに本編ではエンディングのスタッフロールで「葵の知人」と記されているだけで名前が明らかになっていないのだが、PS2の内部時計の日時を12月18日（サクヤの誕生日）に設定してゲームを起動すると、自分の名前が浅間サクヤであるという事を明かしている。
コミックス「花影抄」とWindows版の外伝シナリオでは、ゲーム中での「葵の知人」が、はっきりと彼女であるという描写がなされている。
若杉 葛（わかすぎ つづら）
声：釘宮理恵
前作のアカイイトに登場した11歳の少女で、若杉グループの会長を務めている。ドラマCD「青城奇譚」とコミックス「花影抄」3巻にのみ登場。

## 物語の重要用語
クロウサマ
卯奈坂の地で遥か昔より信仰の対象とされてきた龍神。荒ぶる神であり、生贄をもって慰撫しなければ大きな災厄をもたらすと伝えられる。クロウサマという名は俗称で、正式名称はクロウクルウ。卯良島では代々根方一族によって、クロウサマを祀る祭儀が行われてきた。モデルとなったのは、ケルト神話に登場する神クロウ・クルワッハとクトゥルフ神話の邪神クルウルウ。
摩多牟（マタム）
卯奈咲に伝わる鬼退治伝承にある鬼王の怨念から生まれたとされる虎の頭と雄牛の胴体を持つ禍獣（わざわい）。伝承よりさらに下った時代には海を荒らす魔物として現れるが、旅の比丘尼であるヤスヒメサマによって常咲きの椿に封じられたと伝えられる。
《剣》（つるぎ）
鬼切部守天党によって800年間封印されてきた神代からの呪物。両刃の剣という形こそ取るものの、実際は混沌とした《力》の結晶である。呪術的に絶大な力を有しており、神をも殺せるという伝承があるほど。そのことから剣鬼カヤに目をつけられ、強奪されてしまう。
持つ者に途轍もない力を授ける反面、その力を振るえば振るうほど魂を食われ、理性を失った鬼へと変貌してしまう。特別な耐性のない人間だと剣を持つどころか、近くに寄るだけで体の自由が奪われ、最悪命さえ落としてしまう。
ヒノクスリ
卯良島の赤い椿の花を原材料にして作られるとされる霊薬で、あらゆる怪我や病気に効果があると伝えられる。ただし、原液のままだと通常の人間には毒となるので、服用の際は他の薬で希釈しなければならない。製法を知っているのは根方一族のみで、ある代の当主はこの薬を島外に売ることで財を成したという。
小さい頃から病弱だった維巳はこの薬を常に服用していたらしいのだが、結果的に薬の効果も及ばずに病死してしまったという。

## スタッフ
- キャラクターデザイン / 原画：Hal（ハル）
- シナリオ：麓川智之
- 音楽：MANYO (Little Wing)
- プログラマー：古澤浩
- デザイナー：清水普之 / 村杉美樹 / 肴屋絵美
- ディレクター：中野達也
- プロデューサー：本間志乃
- 背景：J.C.STAFF

## 主題歌
オープニングテーマ
『闇の彼方に』
作詞：麓川智之 作曲：MANYO (Little Wing) 編曲：MANYO (Little Wing) 歌：Rita / 霜月はるか
エンディングテーマ
『水面まで』
作詞：麓川智之 作曲：MANYO (Little Wing) 編曲：MANYO (Little Wing) 歌：霜月はるか / Rita
挿入歌
『海つ波』
作詞：麓川智之 作曲：MANYO (Little Wing) 編曲：MANYO (Little Wing) 歌：みとせのりこ

## エイプリルフール企画
2009年4月1日、サクセスのサイト上にて、本作の登場キャラクターである桜井綾代が主人公の、たまごふわふわシミュレーション「あやしろ」が本日発売だと急遽発表され、専用サイトまで開設された。だが実際にはソフトが発売される事は無く、またサイトのコンテンツは全て「準備中」であり、サイト自体も僅か1日で閉鎖されてしまった。なお、この時トップページに使われた画像は、PS2で発売された廉価版「SuperLite 2000 アドベンチャー アオイシロ」のリバーシブルジャケットの絵柄と同一のものである。

## インターネットラジオ
『アオイシロWebラジオ・青城女学院放送室』（せいじょうじょがくいんほうそうしつ）は、アオイシロ発売に先がけてGalge.comで公開されたインターネットラジオ。アオイシロの注目どころや開発情報、関連情報などを紹介している。2008年1月29日に企画決定し、プレ放送と約1ヵ月半にわたる本放送5回、アカイイト4周年記念スペシャル編の全7回が配信されている。
メインパーソナリティーはほんまPことプロデューサーの本間志乃とアオイシロ広報係の秋田百子役・大久保藍子が務め、コーナーパーソナリティーは相沢保美役・山口立花子が務めている。

### 放送リスト
- 準備号 2008年2月18日公開（アオイシロブログ・ほんまPの一言コーナーにて公開）[7]

1. 2008年3月12日公開
2. 2008年3月26日公開
3. 2008年4月9日公開
4. 2008年4月23日公開
5. 2008年5月14日公開（最終回）

- スペシャル編 2008年10月21日公開（アカイイト4周年記念）

### エンディングテーマ
『闇の彼方に』　歌：Rita / 霜月はるか（ゲームオープニングテーマのフルバージョンを第5回にのみ使用）

### コーナー
ももやす劇場（第1回 - 第3回）
ラジオ冒頭、タイトルコール前に演じられる、百子と保美による約20 - 30秒程度のミニドラマコーナー。
本編はこのミニドラマのあと予鈴チャイムが鳴り、パーソナリティー3人によるタイトルコールへと入る。
保美の活動状況定期報告（第4回、第5回）
部活の面白エピソードの投稿。ももやす劇場に代わり冒頭のタイトルコール前に紹介されている。
アオイシロ通信
ラジオ前半、ほんまPがゲームの耳寄り情報や開発裏話を披露するコーナー。第3回からは開発スタッフが交代で紹介している。
顔面蒼白レポート（第1回 - 第3回、第5回、スペシャル編）
ラジオ後半、リスナー投稿による、身の回りに起こった思わず青ざめてしまった悲惨な出来事をできるだけ明るく紹介し、山口立花子が癒し&励ましの言葉を送るコーナー。
ほんまPいわく、コーナー名は“アオイシロを漢字で書くと青城で、蒼白もあおいしろと漢字で書くから”というつながりになっている。
百子のがむしゃらクッキング（第4回、スペシャル編）
合成レシピ（例：プリン+しょうゆ=ウニ）の投稿。お手軽レシピをがむしゃらに試すという趣旨で、実際に試食するものもある。

### ゲスト
第3回
前作「アカイイト」の浅間サクヤ役・真田アサミがももやす劇場から終始ゲストとして登場する。
アオイシロ通信コーナー担当：アオイシロ広報担当ボブ。
第4回
シナリオライターの麓川智之が百子のがむしゃらクッキングに登場。
アオイシロ通信コーナー担当：シナリオライターの麓川智之とディレクターの中野D。
第5回
原画担当のHalが顔面蒼白レポートに登場。
アオイシロ通信コーナー担当：原画担当のHalとディレクターの中野D。
スペシャル編
前作「アカイイト」の羽藤桂役・松来未祐が終始ゲストとして登場。またユーザーへの事前通告無しに真田アサミもサプライズゲストとして登場した。

## 漫画版
アオイシロ -青い城の円舞曲
麓川智之（原作）・江戸屋ぽち（漫画）で『コミック百合姫』（一迅社）にて3号に亘り掲載。ゲーム本編の少し前の物語を描いたコミックスで、梢子が百子や保美と出会う話が描かれている。Vol.12では明日菜の話を描いた外伝も掲載された。
- 『アオイシロ -青い城の円舞曲』 一迅社（百合姫コミック）

アオイシロ -花影抄
麓川智之（原作）・片瀬優（漫画）で『月刊コミックラッシュ』（ジャイブ）にて約1年間にわたり掲載。前作『アカイイト』に続けての掲載。本作におけるグランドルートでの話が元となっているが、途中からゲームでは登場しないアカイイトのキャラクターも多数登場するなど、ゲームには無いオリジナルの展開で話が進んでいた、全3巻。単行本には過去に連載されていた「アカイイト-花影抄-」も収録されている。

## 関連商品
アオイシロビジュアルファンブック（ジャイブ発売）
2008年5月30日発売（一部店舗では5月28日発売）。本作のイベントグラフィック、攻略記事、設定資料集、開発者インタビュー、グランドルートのエンディング後の後日談を描いた短編小説などを記載したファンブック。
アオイシロドラマCD「青城奇譚（せいじょうきたん）」（サクセス発売）
2008年8月のコミックマーケットで先行販売。9月よりサクセス通販限定で一般販売も行われた。本作のグランドルート後の後日談を描いたファンディスク。当初は2枚組での販売も検討されていたが、結局は1枚に収まっている。
アオイシロオリジナルサウンドトラック（サクセス発売）
2008年8月のコミックマーケットで先行販売。9月よりサクセス通販限定で一般販売も行われた。本作で使用されている全ての音楽が収録されている。2枚組。
アカイイト&アオイシロ公式アートワークス（ジャイブ発売）
2009年1月31日発売（一部店舗では1月29日発売）。本作とアカイイトのイベントグラフィック、関連商品の画像、設定資料集などを掲載したファンブック。